# Łehedzyne
Łehedzyne (ukr. Легедзине) – wieś na Ukrainie, w obwodzie czerkaskim, w rejonie zwinogródzkim. W 2001 liczyła 1126 mieszkańców, wśród których 1104 jako ojczysty język wskazało ukraiński, 17 rosyjski, 4 mołdawski, a 1 bułgarski.